# Béatrice Berstel
Béatrice Berstel (Paris, 5 mars 1955 - Chamonix, 15 août 2000) est une claveciniste française, professeur de basse continue et d'ornementation au Conservatoire national supérieur de musique et de danse de Paris.

## Biographie
Élève de Gustav Leonhardt et de Huguette Dreyfus, elle obtient six premiers prix au Conservatoire national supérieur de musique de Paris : harmonie (classe de Henri Challan, 1975), contrepoint (classe de Jean-Claude Raynaud, 1975), fugue (classe de Marcel Bitsch, 1977), analyse (classe de Jacques Castérède, 1977), clavecin (classe de Robert Veyron-Lacroix, 1978) et musique de chambre (classe de Christian Lardé, 1979), et titulaire d'un diplôme de 3e cycle de musique de chambre auprès de Maurice Bourgue. Elle emporte ensuite trois prix internationaux : le troisième prix du concours international de clavecin de Bruges, dans le cadre du festival Festival de musique ancienne de Bruges en 1980, et le concours international de clavecin de Paris en 1979 et 1981, dans le cadre du Festival estival de Paris. En 1981 également une mention spéciale, au même concours, pour l'interprétation de l’œuvre contemporaine.
En 1990, Béatrice Berstel est nommée professeur de basse continue au Conservatoire national supérieur de musique et de danse de Paris. Parmi les élèves de sa classe, il y a Olivier Houette, Vincent Dubois, László Fassang, Jean-Baptiste Robin.
En 1998, elle est nommée à la commission nationale des monuments historiques du ministère de la culture.

## Musique baroque
Béatrice Berstel est régulièrement invitée comme soliste dans les centres européens de musique et de nombreux festivals,,. Une tournée en URSS en 1986-1987 la mène de Leningrad à Moscou. Elle fait ses débuts à New York dans une série de concerts aux États-Unis en 1992, puis elle joue en 1994 au Carnegie Hall avec l'Orchestre de Paris sous la direction de Semyon Bychkov.
Elle donne plusieurs master classes aux États-Unis, à Princeton et à l'université Columbia en Allemagne (à la Musikhochschule Dresden), au Luxembourg ainsi que des conférences en Italie. Par sa connaissance des nombreux traités et méthodes anciens, et par leur pratique, elle devient une spécialiste reconnue pour la basse continue et l'ornementation à l'époque baroque. Elle traduit de l'allemand le deuxième tome de l'Essai sur la véritable manière de jouer les instruments à clavier de Carl Philipp Emanuel Bach qui n'avait jamais été traduit auparavant. En 1990, elle est nommée professeur de basse continue au Conservatoire national supérieur de musique et de danse de Paris. Familière du répertoire de Mozart, elle est recherchée comme chef de chant, au clavecin ou au piano-forte.
Béatrice Berstel a dirigé l'ensemble Le Concert Royal, a créé et dirigé l'ensemble vocal BWV et  est membre fondateur de l'ensemble Pasticcio.

## Clavecin contemporain
Béatrice Berstel s'investit dans le répertoire du clavecin contemporain. Elle l'enrichit par la création, à l'IRCAM ou comme soliste invitée de l'orchestre philharmonique de Radio France et de l'orchestre de Paris, de nombreuses œuvres, dont plusieurs lui sont dédiées : Michel Philippot, Xavier Darasse, Bernard Cavanna, Costin Miereanu, Jean-Pierre Leguay, Alain Margoni, Graciane Finzi, Kaija Saariaho, Henri Dutilleux, György Ligeti, Alfred Schnittke. En 1998, elle joue le Concerto de Francis Poulenc aux États-Unis avec l'orchestre symphonique de San Francisco, et celui de Dutilleux en Autriche avec l'orchestre du Capitole de Toulouse. En 1999, elle se produit à Séville, à Lugano, à Berkeley, et au festival de Montepulciano, en Italie.

## Discographie
1987
- Jean-Sébastien Bach : Six concertos brandebourgeois / Triple concerto en la mineur BWV 1044. Les Solistes de l'Orchestre philharmonique de France, direction Rémi Gousseau.  BNL Productions, 2 CD, 1987 (et 1989). Prix du disque Laser d'or 1987-1988.
- Benjamin Britten : Phaedra, Op. 93. Ensemble instrumental Jean Walter Audoli, Arion 68035. Prix du disque Laser d'or 1988.
- Pergolesi, Vivaldi, Ricciotti :  Salve Regina, Ensemble instrumental Jean Walter Audoli, Arion ARN 68026 distribution Auvidis.

1988
- Paul Tortelier : Concertos pour violoncelle, Boccherini, C. P. E. Bach, Vivaldi, Tortelier.  Ensemble Instrumental Jean-Walter Audoli. Arion ARN 68058 – réédition 2010.

1991
- Costin Miereanu : D’une source oubliée, hommage à Rameau, pour sextuor à cordes et clavecin. Le sextuor à cordes de l’A.I.E.C. Salabert/Actuels SCD 9103.

1993
- Pascal Collasse : Les cantiques spirituels de Jean Racine, Le Concert Royal, direction Patrick Bismuth, Auvidis Distribution, Astrée E876.

1994
- Henri Dutilleux : Symphonie n° 2 « Le Double »  pour grand orchestre et orchestre de chambre. Orchestre de Paris, direction Semyon Bychkov, Philips 438008-2.
- Willem de Fesch : Concertos grossos et concertos pour violon. Orchestre d'Auvergne, direction Arie van Beek, Olympia OCD 450.

1996
- Giuseppe Tartini : Violin concertos 1 et 2. Orchestre d'Auvergne, direction Arie van Beek, Olympia OCD 475 et OCD 476
- Luciano Berio : Sinfonia. Orchestre de Paris, direction Semyon Bychkov, Philips 446 094-2

1998
- Willem de Fesch : Chamber Music. Ensemble d'Auvergne, Globe GLO 5186.

1999
- Jean-François Tapray : Œuvres concertantes avec clavier. Académie royale de musique de Paris, K617 073.
- Wolfgang Amadeus Mozart : Don Giovanni. Orchestra de la Svizzera Italiana, direction Alain Lombard. Forlane 904381 - réédition 2007.

2000
- Pasticcio - Sonates et airs baroques, Walther, Leclair, Dieupart, CPE Bach, Mangean, Polymnie POL 580 103  –  réédition 2012.

## Publications
- Michel Verschaeve et Béatrice Berstel, Recueil d'airs divers [Musique imprimée] : pour voix de soprano, Paris, Henry Lemoine, 1990
- Béatrice Berstel, Agnès Brosset, Pierre Mervant et Françoise Passaquet, 10 ans avec les ensembles vocaux, Paris, Cité de la musique, coll. « 10 ans avec ... », 2000, 185 p. (ISBN 978-2906460874)[19],[20]
- Carl Philipp Emanuel Bach, Essai sur la véritable manière de jouer les instruments à clavier : 2. Traité d'accompagnement et d'improvisation, traduit par Béatrice Berstel, édition et présentation par Anne Bongrain, Monique Rollin et Mathilde Catz, Éditions du CNRS, coll. « Arts du spectacle. Recherches et éditions musicales », 2002, 266 p. (ISBN 978-2271059581)